# Fornebu
Fornebu, eller Fornebo, är ett område mellan Lysaker och Snarøya i Bærums kommun, Norge. Det är mest känt som platsen för Oslos tidigare huvudflygplats (Oslo lufthavn, Fornebu) mellan 1939 och 1998. 

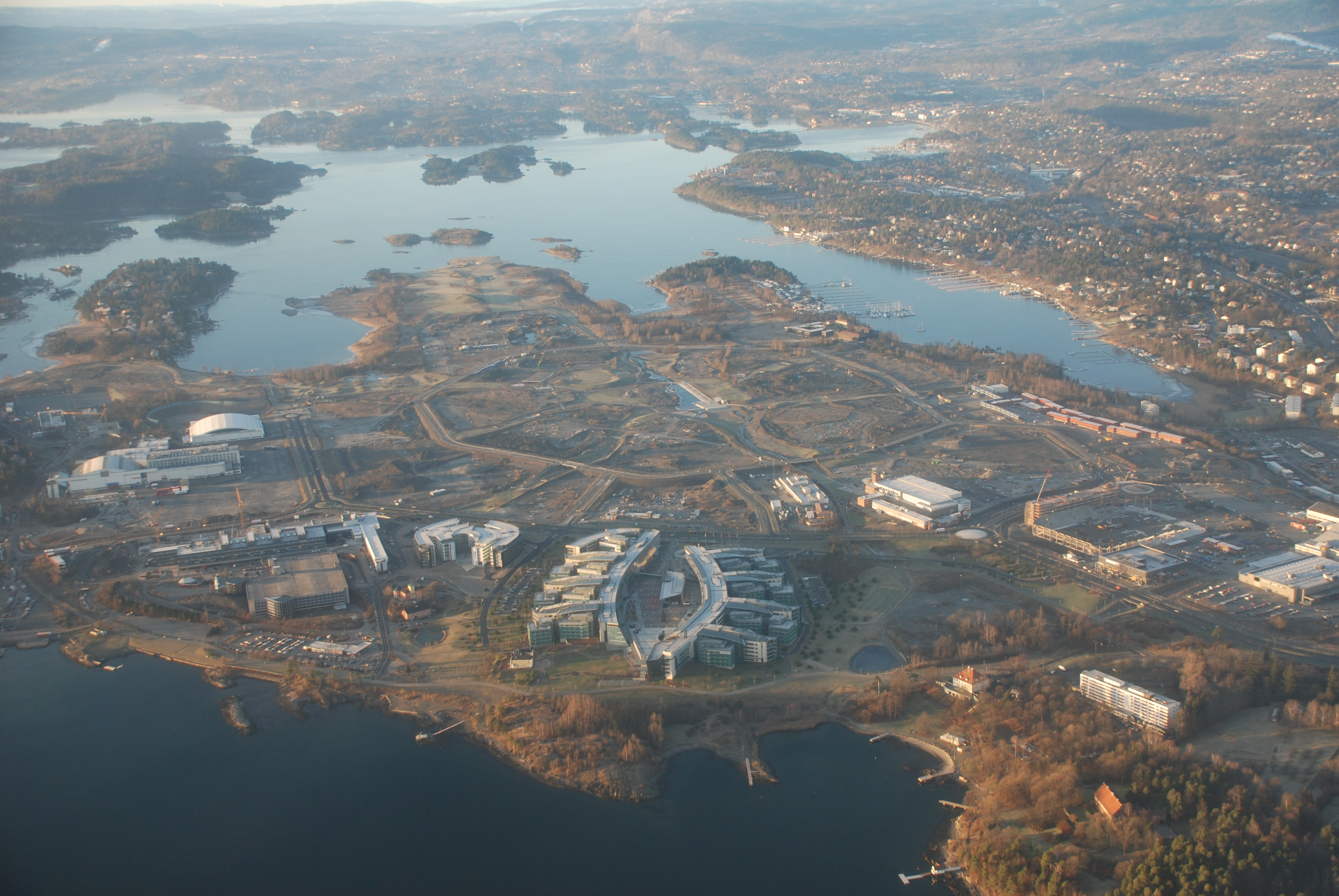
Fornebu

## Geografi
Området ligger på halvön Fornebulandet, belägen mellan Lysakerfjorden och Holtekilen (som båda utgör delar av Oslofjorden). Villabebyggelse finns i norr, närmare Lysaker, och i söder på halvön Snarøya.

## Namnet
Namnet kommer av lantegendomen Fornebu hovedgård. Första ledet i namnet Fornebu är antingen  mansnamnet Forni eller adjektivet forn – gammal; sista ledet är antingen fornvästnordiskans bú – boplats, eller búð – primitivt hus, uppehållsrum.

## Områdets uveckling efter flygplatsepoken
Redan från tidigt 1990-tal var Bærums kommun, Oslo kommun och norska staten oeniga om hur flygplatsområdet skulle bebyggas. 1994 beslutade Bærums kommun om en plan för maximalt 2 300 bostäder på området, efter ett beslut inom partiet Høyre i kommunen om att gå med på högst två bostäder per mål (1000 m²). Politikerna i kommunen önskade en mer landsbygdsliknande prägel på området, inte höghus eller stadsmässig bebyggelse. Samtidigt ville Oslo kommun, som ägde stora delar av marken, hellre bygga en satellitstad med ca 15 000 invånare som kunde minska trycket på Oslos bostadsmarknad. Oenigheten ledde till ändringar i planerna — under hot om statlig reglering beslutade Bærums kommun senare att 6 300 bostäder skulle byggas, men även att tillåta större byggen för näringslivet (se nedan). Det har därmed blivit en blandad bebyggelse på Fornebu, med bostäder och huvudkontor sida vid sida.

## Näringsliv

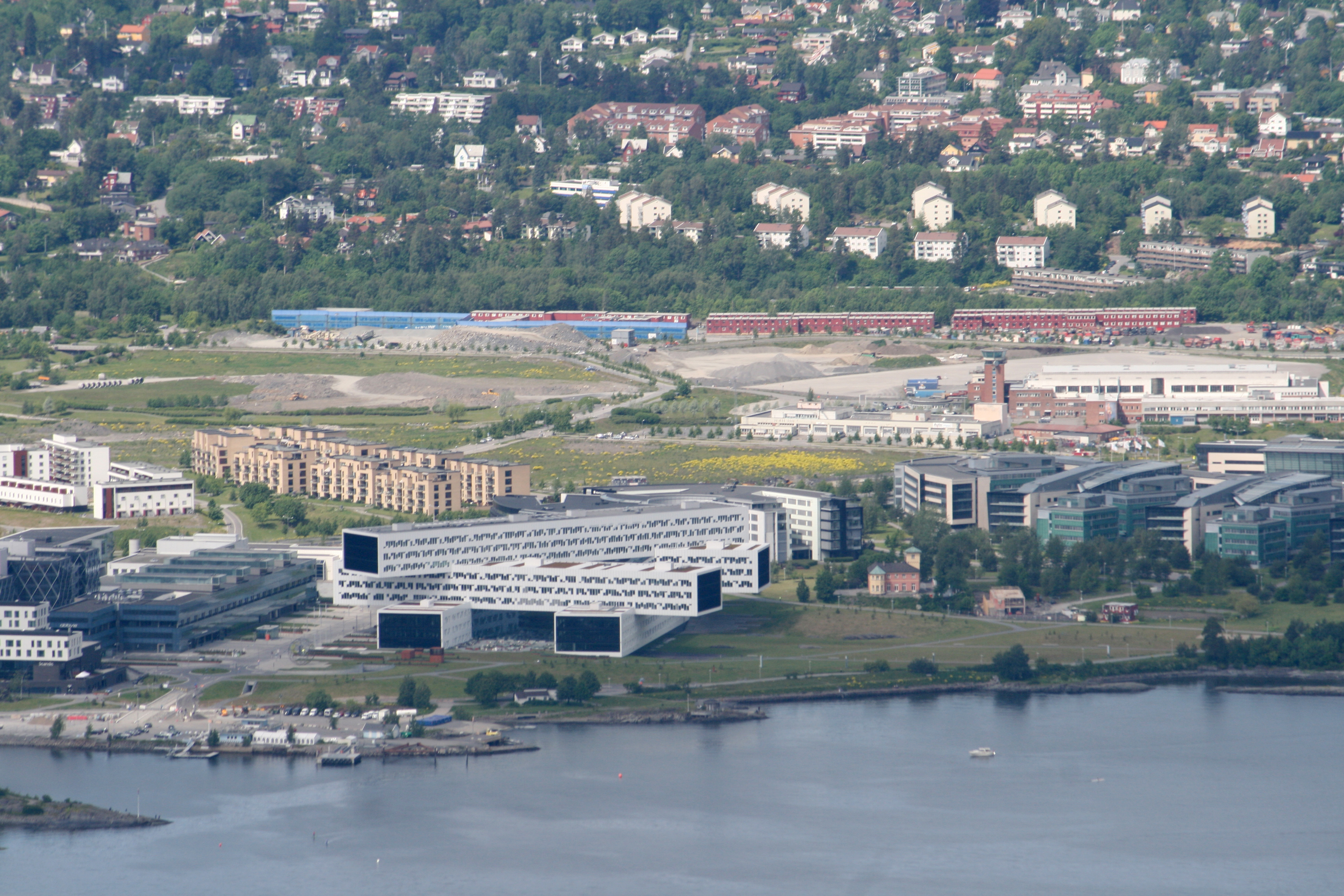
Equinors kontorsbyggnad.

- Den gamla terminalbyggnaden används numera som kontor för ett antal företag. Den ägs och drivs av IT Fornebu.
- Telenor invigde i september 2002 sitt nya huvudkontor på Fornebu, med plats för 6 000 anställda.[1]
- EVRY
- Norske Skog håller till på Oksenøen Bruk i västra delen av Fornebu.
- Aker Solutions flyttade in i sitt Aker Hus i december 2007, och har även byggnaden Aker Solutions Expo med Quality Hotel Expo norr om Telenor.
- Equinor flyttade in i nya lokaler i oktober 2012.
- Hewlett-Packard Norge AS har sitt kontor på IT Fornebu.

2013 beslutades det att bygga ett köpcentrum, som fick namnet Fornebu S och öppnade 2014.